# Mistrovství Evropy v atletice 1966

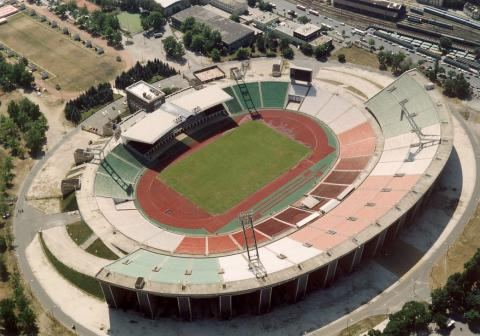
Stadion Ference Puskáse

8. mistrovství Evropy v atletice se uskutečnilo ve dnech 30. srpna – 4. září 1966 v maďarské Budapešti na stadionu Ference Puskáse, který v té době ovšem ještě nesl jméno Népstadion (Lidový stadion). Na tomto stadionu se později uskutečnil evropský šampionát také v roce 1998.
Na programu bylo celkově 36 disciplín (24 mužských a 12 ženských). Československá výprava vybojovala zásluhou čtvrtkařky Anny Chmelkové jednu zlatou medaili. Z žen skončila těsně pod stupni vítězů výškařka Mária Mračnová. Čtvrtá doběhla ve finále běhu na 100 metrů také sprinterka Eva Lehocká, která na dvojnásobné trati skončila šestá. V disku obsadila Jiřina Němcová 7. místo a Štěpánka Mertová osmé.
Mezi muži obsadili pátá místa Ladislav Kříž (200 m), Tomáš Jungwirth (800 m) a diskař Ludvík Daněk. Šestý doběhl ve finále běhu na 400 metrů Josef Trousil a Pavel Kantorek dokončil maraton v čase 2:23:49 na 8. místě.

## Medailisté

### Muži
| Soutěž            | Zlato                                                                          | Stříbro                                                                               | Bronz                                                                                  |
| ----------------- | ------------------------------------------------------------------------------ | ------------------------------------------------------------------------------------- | -------------------------------------------------------------------------------------- |
| 100 m             | Wiesław Maniak 10,5                                                            | Roger Bambuck 10,5                                                                    | Claude Piquemal 10,5                                                                   |
| 200 m             | Roger Bambuck 20,9                                                             | Marian Dudziak 21,0                                                                   | Jean-Claude Nallet 21,0                                                                |
| 400 m             | Stanisław Grędziński 46,0                                                      | Andrzej Badeński 46,2                                                                 | Manfred Kinder 46,3                                                                    |
| 800 m             | Manfred Matuschewski 1:45,9                                                    | Franz-Josef Kemper 1:46,0                                                             | Bodo Tümmler 1:46,3                                                                    |
| 1500 m            | Bodo Tümmler 3:41,9                                                            | Michel Jazy 3:42,2                                                                    | Harald Norpoth 3:42,4                                                                  |
| 5000 m            | Michel Jazy 13:42,8                                                            | Harald Norpoth 13:44,0                                                                | Bernd Diessner 13:47,8                                                                 |
| 10 000 m          | Jürgen Haase 28:26,0                                                           | Lajos Mecser 28:27,0                                                                  | Leonid Mikitěnko 28:32,2                                                               |
| Maraton           | James Hogan 2:20:04                                                            | Aurèle Vandendriessche 2:21:43                                                        | Gyula Tóth 2:22:02                                                                     |
| 110 m překážek    | Eddy Ottoz 13,7                                                                | Hinrich John 14,0                                                                     | Marcel Duriez 14,0                                                                     |
| 400 m překážek    | Roberto Frinolli 49,8                                                          | Gerd Lossdörfer 50,3                                                                  | Robert Poirier 50,5                                                                    |
| 3000 m překážek   | Viktor Kudinskij 8:26,6                                                        | Anatolij Kurjan 8:28,0                                                                | Gaston Roelants 8:28,8                                                                 |
| Štafeta 4 × 100 m | Francie 39,4 Marc Berger Jocelyn Delecour Claude Piquemal Roger Bambuck        | Sovětský svaz 39,8 Edvīns Ozoliņš Armin Tujakov Boris Savčuk Nikolaj Ivanov           | Západní Německo 39,8 Hans-Jürgen Felsen Gert Metz Dieter Enderlein Manfred Knickenberg |
| Štafeta 4 × 400 m | Polsko 3:04,5 Jan Werner Edmund Borowski Stanisław Grędziński Andrzej Badeński | Západní Německo 3:04,8 Friedrich Roderfeld Jens Ulbricht Rolf Krusmann Manfred Kinder | NDR 3:05,7 Joachim Both Günter Klann Michael Zerbes Wilfried Weiland                   |
| Chůze na 20 km    | Dieter Lindner 1:29:25,0                                                       | Vladimir Golubničij 1:30:06,0                                                         | Mykola Smaha 1:30:18,0                                                                 |
| Chůze na 50 km    | Abdon Pamich 4:18:42,0                                                         | Gennadij Agapov 4:20:01,2                                                             | Alexandr Ščerbina 4:20:47,2                                                            |
| Skok do výšky     | Jacques Madubost 2,12 m                                                        | Robert Sainte-Rose 2,12 m                                                             | Valerij Skvorcov 2,09 m                                                                |
| Skok o tyči       | Wolfgang Nordwig 5,10 m                                                        | Christos Papanikolaou 5,05 m                                                          | Hervé d'Encausse 5,00 m                                                                |
| Skok daleký       | Lynn Davies 7,98 m                                                             | Igor Ter-Ovanesjan 7,88 m                                                             | Jean Cochard 7,88 m                                                                    |
| Trojskok          | Georgi Stojkovski 16,67 m                                                      | Hans-Jürgen Rückborn 16,66 m                                                          | Henrik Kalocsai 16,59 m                                                                |
| Vrh koulí         | Vilmos Varjú 19,43 m                                                           | Nikolaj Karasjov 18,82 m                                                              | Władysław Komar 18,68 m                                                                |
| Hod diskem        | Detlef Thorith 57,42 m                                                         | Hartmut Losch 57,34 m                                                                 | Lothar Milde 56,80 m                                                                   |
| Hod kladivem      | Romuald Klim 70,02 m                                                           | Gyula Zsivótzky 68,62 m                                                               | Uwe Beyer 67,28 m                                                                      |
| Hod oštěpem       | Jānis Lūsis 84,48 m                                                            | Władysław Nikiciuk 81,76 m                                                            | Gergely Kulcsár 80,54 m                                                                |
| Desetiboj         | Werner von Moltke 7 740 bodů                                                   | Jörg Mattheis 7 614 bodů                                                              | Horst Beyer 7 562 bodů                                                                 |

### Ženy
| Soutěž            | Zlato                                                                                     | Stříbro                                                                                  | Bronz                                                                                       |
| ----------------- | ----------------------------------------------------------------------------------------- | ---------------------------------------------------------------------------------------- | ------------------------------------------------------------------------------------------- |
| 100 m             | Ewa Kłobukowska 11,5                                                                      | Irena Kirszensteinová 11,5                                                               | Karin Frischová 11,8                                                                        |
| 200 m             | Irena Kirszensteinová 23,1                                                                | Ewa Kłobukowska 23,4                                                                     | Věra Popkovová 23,7                                                                         |
| 400 m             | Anna Chmelková 52,9                                                                       | Antónia Munkácsi 53,9                                                                    | Monique Noirotová 54,0                                                                      |
| 800 m             | Vera Nikolićová 2:02,8                                                                    | Zsuzsa Szabó-Nagy 2:03,1                                                                 | Antje Gleichfeldová 2:03,7                                                                  |
| 80 m překážek     | Karin Balzerová 10,7                                                                      | Karin Frischová 10,7                                                                     | Elżbieta Bednareková 10,7                                                                   |
| Štafeta 4 × 100 m | Polsko 44,4 Elżbieta Bednareková Danuta Straszyńská Irena Kirszensteinová Ewa Kłobukowska | Západní Německo 44,5 Renate Meyerová Hannelore Trabertová Karin Frischová Jutta Stöcková | Sovětský svaz 44,6 Věra Popkovová Valentina Bolšovová Ljudmila Samotjosovová Renate Lazeová |
| Skok do výšky     | Taisija Čenčiková 1,75 m                                                                  | Ljudmila Komlevová 1,73 m                                                                | Jarosława Bieda 1,71 m                                                                      |
| Skok daleký       | Irena Kirszensteinová 6,55 m                                                              | Diana Jorgovová 6,45 m                                                                   | Helga Hoffmannová 6,38 m                                                                    |
| Vrh koulí         | Naděžda Čižovová 17,22 m                                                                  | Margitta Gummelová 17,05 m                                                               | Marita Langeová 16,96 m                                                                     |
| Hod diskem        | Christine Spielbergová 57,76 m                                                            | Liesel Westermannová 57,38 m                                                             | Anita Hentschelová 56,80 m                                                                  |
| Hod oštěpem       | Marion Lüttgeová 58,74 m                                                                  | Mihaela Peneșová 56,94 m                                                                 | Valentina Popovová 56,70 m                                                                  |
| Ženský pětiboj    | Valentina Tichomirovová 4 787 bodů                                                        | Heide Rosendahlová 4 765 bodů                                                            | Inge Exnerová 4 713 bodů                                                                    |

## Medailové pořadí
| Umístění | Stát                             | Zlato | Stříbro | Bronz | Celkem |
| -------- | -------------------------------- | ----- | ------- | ----- | ------ |
| 1.       | Německá demokratická republika   | 8     | 3       | 6     | 17     |
| 2.       | Polsko                           | 7     | 5       | 3     | 15     |
| 3.       | Sovětský svaz                    | 6     | 7       | 7     | 20     |
| 4.       | Francie                          | 4     | 3       | 7     | 14     |
| 5.       | Itálie                           | 3     | 0       | 0     | 3      |
| 6.       | Západní Německo                  | 2     | 10      | 9     | 21     |
| 7.       | Spojené království               | 2     | 0       | 0     | 2      |
| 8.       | Maďarská lidová republika        | 1     | 4       | 3     | 8      |
| 9.       | Bulharská lidová republika       | 1     | 1       | 0     | 2      |
| 10.      | Československo                   | 1     | 0       | 0     | 1      |
| 10.      | SFR Jugoslávie                   | 1     | 0       | 0     | 1      |
| 12.      | Belgie                           | 0     | 1       | 1     | 2      |
| 13.      | Rumunská socialistická republika | 0     | 1       | 0     | 1      |
| 13.      | Řecko                            | 0     | 1       | 0     | 1      |